# FK Riteriai
FK Riteriai, celým názvem Futbolo klubas Riteriai, je litevský fotbalový klub z města Vilnius. Klubové barvy jsou žlutá a modrá.
Založen byl v roce 2005 v Trakai jako FK Trakai (Futbolo klubas "Trakai"). V roce 2011 debutoval ve druhé nejvyšší soutěži (Pirma lyga) a v roce 2014 v nejvyšší soutěži (A lyga).
V roce 2019 se název změnil a stal se FK Riteriai (Rytíři).

## Historické názvy
- 2005 – FK Trakai
- 2018 – FK Riteriai[1]

## Úspěchy
- Litevský fotbalový pohár
  - Finalista (1): 2015/16
- Litevský superpohár
  - Finalista (3): 2015, 2016, 2017

## Sezóny
FK Trakai
| Sezóny | Div. | Liga       | Misto | Zdroje |        |
| ------ | ---- | ---------- | ----- | ------ | ------ |
| 2010   | 3.   | Antra lyga | 4.    | [ 2 ]  | Postup |
| 2011   | 2.   | Pirma lyga | 4.    | [ 3 ]  |        |
| 2012   | 2.   | Pirma lyga | 4.    | [ 4 ]  |        |
| 2013   | 2.   | Pirma lyga | 3.    | [ 5 ]  | Postup |
| 2014   | 1.   | A lyga     | 4.    | [ 6 ]  |        |
| 2015   | 1.   | A lyga     | 2.    | [ 7 ]  |        |
| 2016   | 1.   | A lyga     | 2.    | [ 8 ]  |        |
| 2017   | 1.   | A lyga     | 3.    | [ 9 ]  |        |
| 2018   | 1.   | A lyga     | 3.    | [ 10 ] |        |

FK Riteriai
| Sezóny | Div. | Liga       | Misto | Zdroje |
| ------ | ---- | ---------- | ----- | ------ |
| 2019   | 1.   | A lyga     | 3.    | [ 11 ] |
| 2020   | 2.   | A lyga     | 6.    | [ 12 ] |
| 2021   | 1.   | A lyga     | 6.    | [ 13 ] |
| 2022   | 1.   | A lyga     | 5.    | [ 14 ] |
| 2023   | 1.   | A lyga     | 10.   | [ 15 ] |
| 2024   | 2.   | Pirma lyga | 1.    | [ 16 ] |
| 2025   | 1.   | A lyga     | .     | [ 17 ] |

## Soupiska
Aktuální k 4. 8. 2025
| Číslo |          | Pozice | Hráč                   |
| ----- | -------- | ------ | ---------------------- |
| 2     | Litva    | O      | Nojus Stankevičius     |
| 5     | Litva    | O      | Milanas Rutkovskis     |
| 7     | Německo  | Z      | Leif Estevez           |
| 8     | Litva    | Z      | Armandas Šveistrys     |
| 9     | Litva    | Ú      | Meinardas Mikulėnas    |
| 10    | Litva    | Z      | Simas Civilka          |
| 11    | Litva    | Z      | Andrius Kaulinis       |
| 13    | Litva    | O      | Gustas Gumbaravičius   |
| 17    | Litva    | Z      | Deimantas Rimpa        |
| 18    | Rakousko | Z      | Benjamin Mulahalilovic |

| Číslo |          | Pozice | Hráč                |
| ----- | -------- | ------ | ------------------- |
| 19    | Litva    | Z      | Rokas Stanulevičius |
| 22    | Francie  | Z      | Axel Galita         |
| 24    | Litva    | Z      | Jonas Usavičius     |
| 30    | Litva    | Z      | Karolis Šutovičius  |
| 32    | Brazílie | O      | Arthur Pierino      |
| 37    | Litva    | B      | Artiom Šankin       |
| 44    | Litva    | O      | Kajus Stankevičius  |
| 77    | Litva    | Ú      | Ernestas Zdanovič   |
| 80    | Litva    | O      | Matas Latvys        |
| 92    | Litva    | B      | Kajus Andraikėnas   |

## Slavní hráči
- Tomas Švedkauskas (2018—2019)

## Bývalí trenéři
- Edgaras Jankauskas (2014)
- Virmantas Lemežis (2014)
- Valdas Urbonas (2015 – 2016)
- Albert Ribak (2016)
- Serhij Kovalec (2016 – 2017)
- Oleg Vasiljenko (2017 – 2018)
- Virmantas Lemežis (2018)
- José Antonio Vicuna (2018)
- Albert Ribak (2018)
- Aurelijus Skarbalius (2018 – 2019)[18][19]
- Albert Ribak (2019)
- Mindaugas Čepas (2020)
- Miguel Moreira (2021)[20]
- Glenn Ståhl (2022)[21]
- Pablo Villar (2022–2023)
- Vladimir Janković (2023)[22]
- Metju Silva (2023)[23][24]
- Sławomir Cisakowski, (2024)[25][26]
- Gintautas Vaičiūnas